# 一の橋放水路
一の橋放水路（いちのはしほうすいろ）は、埼玉県草加市を流れる一級河川。伝右川と綾瀬川を結ぶ。

## 概要
伝右川の洪水を防ぐために1928年に建設された流路延長700 mの放水路で、龍圦水門から東へ流れ、綾瀬川の一之橋付近で流入することからこの名称となった。
埼玉県の水辺再生100プラン事業の下、河岸が整備された親しみやすい川へ向けた事業が、伝右川分岐点付近から新栄橋にかけて行われている。

## 橋梁
上流から
- 龍圦橋[4]
- 道上橋
- 新栄橋
- 名称不明
- 一の橋放水路管理橋 - 人道橋